# Jean-Claude Armaing
Jean-Claude Armaing, né le 6 octobre 1946, est un parachutiste français.

## Palmarès
- Ancien recordman du monde de voltige aérienne sur un saut;
- Champion du monde de voltige individuelle en 1974 (Szolnok) (Hongrie);
- Champion du monde de voltige individuelle en 1972 (Tahlequah) (Oklahoma);
- Vice-champion du monde de voltige individuelle en 1976 (Rome);
- 3e des championnats du monde du combiné individuel en 1976 (Rome);
- 3e des championnats du monde du combiné par équipes en 1976 (Rome);

## Récompense
- Médaillé de l'Académie des sports en 1972.